# ピアノソナタ第23番 (ベートーヴェン)
ピアノソナタ第23番（ピアノソナタだいにじゅうさんばん）ヘ短調 作品57は、ルートヴィヒ・ヴァン・ベートーヴェンが作曲したピアノソナタである。全32曲あるベートーヴェンのピアノソナタの中で『熱情（アパショナータ）』という通称で有名で、第21番『ヴァルトシュタイン』、第26番『告別』とともに、ベートーヴェンの作曲人生の中期における３つの傑作ピアノソナタのひとつである。

## 概要
ベートーヴェンの創作期は実り多い中期に入っていた。交響曲では第3番（英雄）、ヴァイオリンソナタでは第9番（クロイツェル）、ピアノソナタでは第21番（ヴァルトシュタイン）といった傑作が次々生み出され、ベートーヴェンの作風は大きな転換点を迎えていた。一方、彼の難聴は悪化の一途をたどっており、その絶望から1802年にはついにハイリゲンシュタットの遺書を書くに至っている。
そうした中、このピアノソナタは歌劇『フィデリオ』に並行する形で作曲された。『フィデリオ』のスケッチに混ざる形でこの作品の楽想が書きつけられており、作曲の開始は1804年であったことがわかる。1805年4月18日に出版社へ宛てた書簡には曲の完成の目途について語られており、同年夏ごろの『フィデリオ』完成に近い時期に全曲が出来上がったものと考えられる。アントン・シンドラーは1806年の夏にマルトンヴァーシャールで全曲が一気に書き上げられたとしており、またフェルディナント・リースは1803年にデープリングでベートーヴェンがこの曲を作曲している場に居合わせたと主張しているが、いずれの証言にも疑問の余地が残る。作曲者は同じ頃に交響曲第5番（運命）にも取り掛かっており、この交響曲の4つの音からなる有名な「運命の動機」はこのソナタの第1楽章でも重要な役割を果たす。
楽譜は1807年2月にウィーンの美術工芸社から出版され、フランツ・フォン・ブルンスヴィック伯爵に献呈された。このときの表紙にはピアノソナタ第54番 作品57という番号が付されたが、研究者らの努力にもかかわらずこの番号が何を根拠に定められたのかは明らかになっていない。なお、『熱情』という副題は1838年にハンブルクの出版商クランツがピアノ連弾用の編曲版の出版に際してつけたものであるが、これが通称となり今日までそのまま通用している。
ベートーヴェンは当時この曲の草稿を携えて移動することが多く、そうした中で生まれた1806年秋のエピソードとして次の話が伝えられている。カール・アロイス・フォン・リヒノフスキー侯爵の城からウィーンに帰る途中、ベートーヴェンは突如雨に降られ、持っていたこの曲の原稿を濡らしてしまった。その原稿を優れたピアニストであったマリー・ビゴーに見せたところ、彼女は初見で完全に弾いてしまったのである。ベートーヴェンは大変喜び、出版後の原稿を彼女に贈った。この自筆楽譜は現在パリ音楽院に保存されている。
曲は燃えるような激しい感情を寸分の隙もない音楽的構成の中に見事に表出しており、ベートーヴェンの最高傑作のひとつに数えられる。カール・チェルニーはこの作品について「強大かつ巨大な計画をこの上なく完璧に遂行したもの」と表現した。ピアニストらは劇的な情熱が現れる中にも正確なリズムを維持するよう説いており、演奏には非常に高度な技術が要求される。作曲者自身もこの曲の出来に満足するとともに内容を気に入っていたらしく、当時は他のジャンルにおいて引き続き旺盛な創作をみせたにもかかわらずピアノソナタには4年のあいだ手をつけなかった。石桁真礼生は、本曲の各楽章を｢苦悶・静かな反省・勝利の歌｣と評している。なお、ベートーヴェンは1803年にエラール製のピアノを贈られており、この楽器によって拡大された音域が曲中で存分に活用されている。
本作は第21番（ヴァルトシュタイン）、第26番『告別』と並んでベートーヴェンの中期ピアノソナタを代表する作品であり、第8番『悲愴』、第14番（月光）と合わせてベートーヴェンの三大ピアノソナタとされることもある。

## 演奏時間
約21-25分。

## 楽曲構成

### 第1楽章
Allegro assai 12/8拍子 ヘ短調
ソナタ形式。序奏を置かず、弱音による主題の提示に始まる。主要主題はいずれも5対1の鋭い付点リズムであり、第1主題は分散和音の下降動機（C-A♭-F）と旋律的動機（C-D-C）の二つから構成される（譜例1）。これらの動機は全楽章の主題に用いられている。主題はすぐに反復されるが、この際ナポリの六度が用いられ、この音程関係も全曲を通じて用いられることになる。
譜例1
静かに交響曲第5番の「運命の動機」が現れて緊張が高まり（譜例2）、これに導かれた下降音型が静寂を破る。
譜例2
第1主題が強奏で繰り返されると、同音連打に乗った推移を経てドルチェの伴奏の上に変イ長調の第2主題が出される（譜例3）。この主題は第1主題を反転した形に類似している。
譜例3
荒れ狂うような結尾楽句が続き、次第に静まりながら提示部を終える。提示部の反復は置かれず、ただちに展開部へと移行する。展開部は第1主題に現れた音型に始まり、5音または6音からなるアルペッジョの連続と第1主題が交差する展開へと続く。経過句の楽想が扱われると第2主題の展開となるが、転調を繰り返す間にバスの音は2オクターヴにわたって上昇を続けて、フォルテッシモのクライマックスに到達する。サステインペダルを踏み込んだままアルペッジョが下りきたり、「運命の動機」がトレモロを奏でる右手の上下で繰り返されると展開部は終わりを迎える。執拗に連打されるハ音の上に第1主題が再現され、ヘ長調の第2主題、ヘ短調の結尾句が続く。コーダは同時期に書かれたベートーヴェンの作品に特徴的な、規模の大きなものとなっている。まず、第1主題と第2主題を順に取り上げるが、次第に勢いを増して最大で5オクターヴを駆け巡るアルペッジョとなる。「運命の動機」を聴きながら一度はアダージョに落ち着くが、たちまちピウ・アレグロで高潮して第2主題が出された後、低音で第1主題が回想されてピアニッシッシモ（ppp）で静かに終結する。

### 第2楽章
Andante con moto 2/4拍子 変ニ長調
変奏曲形式。威厳を湛えた穏やかな主題と、3つの変奏およびコーダからなる。主題は単純な旋律ながらも美しい譜例4で、前段、後段のそれぞれ8小節が各々繰り返される。
譜例4
第1変奏は左手のシンコペーションが特徴的な変奏。第2変奏では右手は16分音符の音型となり、その中に主題が隠される。第3変奏では音型が32分音符まで細かくなり、主旋律と声部を交代しながら進んでいく。最後に主題が穏やかに回想されると、終結せずに減七の和音が現れて来る嵐を予告し、アタッカで終楽章へと突入する。

### 第3楽章
Allegro ma non troppo - Presto 2/4拍子 ヘ短調
ソナタ形式。開始から強い減七の和音が打ち鳴らされる。導入部の音型が発展し、譜例5の第1主題が姿を現す。ここでも主題の内にナポリの六度の関係が用いられている。
譜例5
第1主題の16分音符の奔流は途切れることなくそのまま経過句を形作り、ハ短調の第2主題の出現を促す（譜例6）。
譜例6
第1主題のカノン風の扱いからコデッタとなり、音量を弱めながら提示部を終える。第1楽章と同じくここでも提示部に反復は設けられておらず、すぐさま展開部となる。まず第1主題が展開されていき、流れの中で新しいリズムを持つ旋律が現れる（譜例7）。その後、再び第1主題の展開へと立ち返り、頂点に達すると徐々に静まりながら再現部へと接続される。
譜例7
再現部では第1主題が回帰した後、第2主題はヘ短調で再現される。再現部末尾に反復の指示があり、展開部から再現部までが再度演奏される。この理由に関して、ドナルド・フランシス・トーヴィーはコーダの劇的な効果を一層高めるための方策ではないかと推測している。センプレ・ピウ・アレグロから速度を上げ、コーダではさらにプレストに加速してスタッカートを付された新しい素材が出現する（譜例8）。
譜例8
その後、第1主題が急速に奏されてアルペッジョの激情の中で一気に全曲を終える。

## ピアノソナタ第23番が使用された作品など

### 楽曲
- 「ベートーヴェンの主題による変奏曲」作品133：ハンガリー出身のピアニスト・作曲家ステファン・ヘラーが第2楽章の主題により作曲。本作を含むベートーヴェンの作品の他に、モーツァルト、ショパン、シューマン作品のモチーフを織り込んだ大作。
- アンダンテ・コン・モト - フレデリック・ジェフスキーのピアノ作品[17]

### 映像作品
- 西部警察 PART-III - 第13話「追跡!1825日」（1983年7月10日放映）にて、小林昭二演じるチョーさん（南長太郎）の回想場面で第1楽章の終結部分が使用される。
- SP 警視庁警備部警護課第四係
- 鳥人戦隊ジェットマン - 敵である次元戦団バイラムの幹部であるマリアが演奏している。
- 神童 (映画)
- 少女に何が起ったか
- リングにかけろ
- ルパン三世 (TV第2シリーズ)
- 贖罪の奏鳴曲
- 世紀末の詩
- ゴールデンカムイ 第一期 第九話「煌めく」 ニシン場の親方宅での会話シーン。鶴見篤四郎中尉(声:大塚芳忠)が第1楽章主題提示部を演奏。